# Rickenbach TG
| TG ist das Kürzel für den Kanton Thurgau in der Schweiz. Es wird verwendet, um Verwechslungen mit anderen Einträgen des Namens Rickenbach zu vermeiden. |

Rickenbach ist eine politische Gemeinde und eine Ortschaft im Bezirk Münchwilen des Schweizer Kantons Thurgau.
Die politische Gemeinde besteht seit dem 1. Januar 1998, als sich im Rahmen der Thurgauer Gemeindereform die Ortsgemeinde Wilen bei Wil von der Munizipalgemeinde Rickenbach bei Wil trennte und diese sich mit der Ortsgemeinde gleichen Namens zur politischen Gemeinde Rickenbach TG formierte.

## Geographie
Rickenbach liegt im Hinterthurgau und ist ein Vorort der Stadt Wil SG. Der Ort bietet viele Einkaufsmöglichkeiten, da unter anderem die Ladenöffnungszeiten im Kanton Thurgau im Gegensatz zum benachbarten Kanton St. Gallen liberaler sind. Anderseits profitiert Rickenbach von der Nähe zur Stadt Wil mit ihren vielfältigen Möglichkeiten und guten Verkehrsverbindungen.

## Geschichte

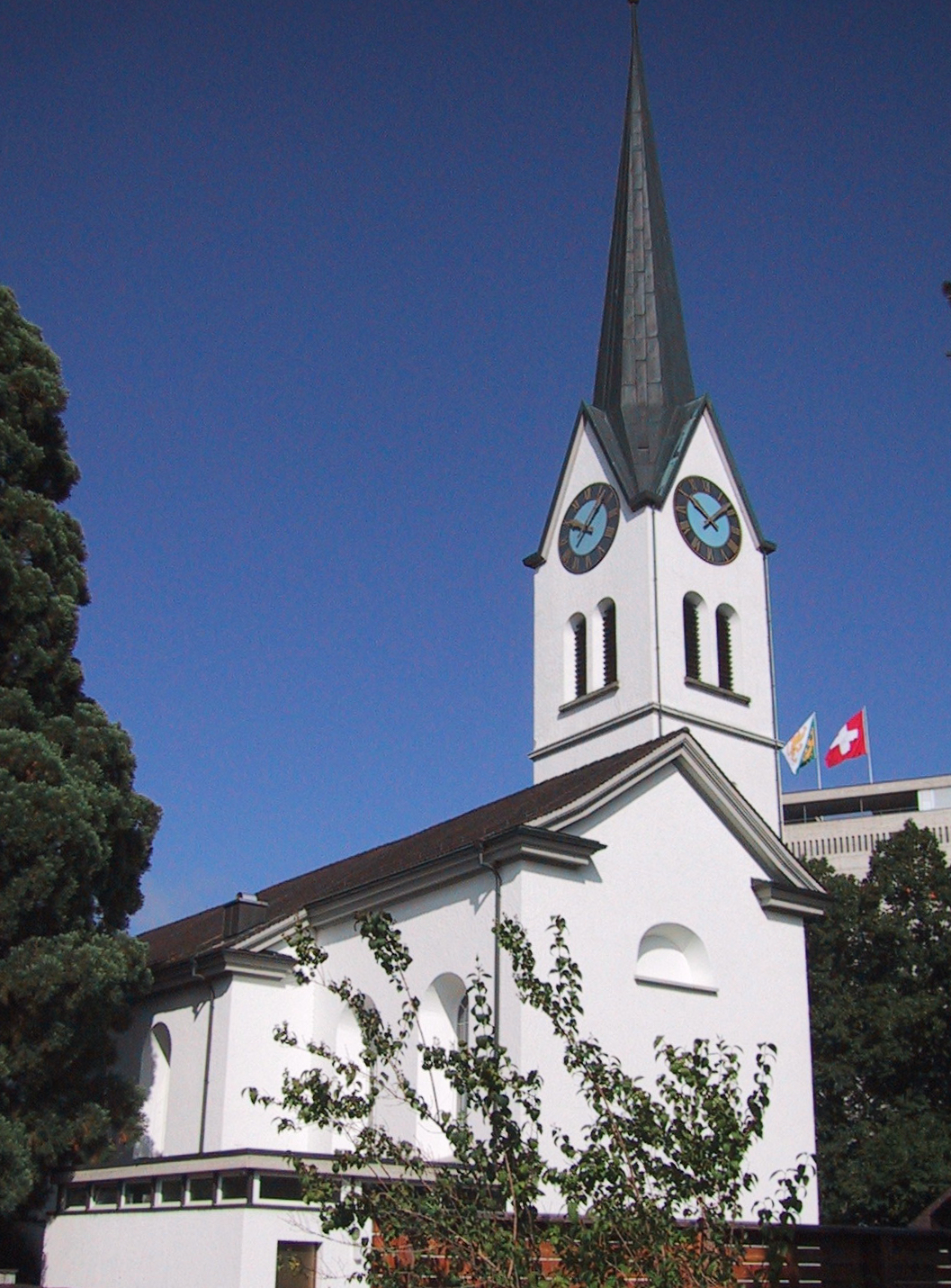
Kirche St. Verena von 1845/1969

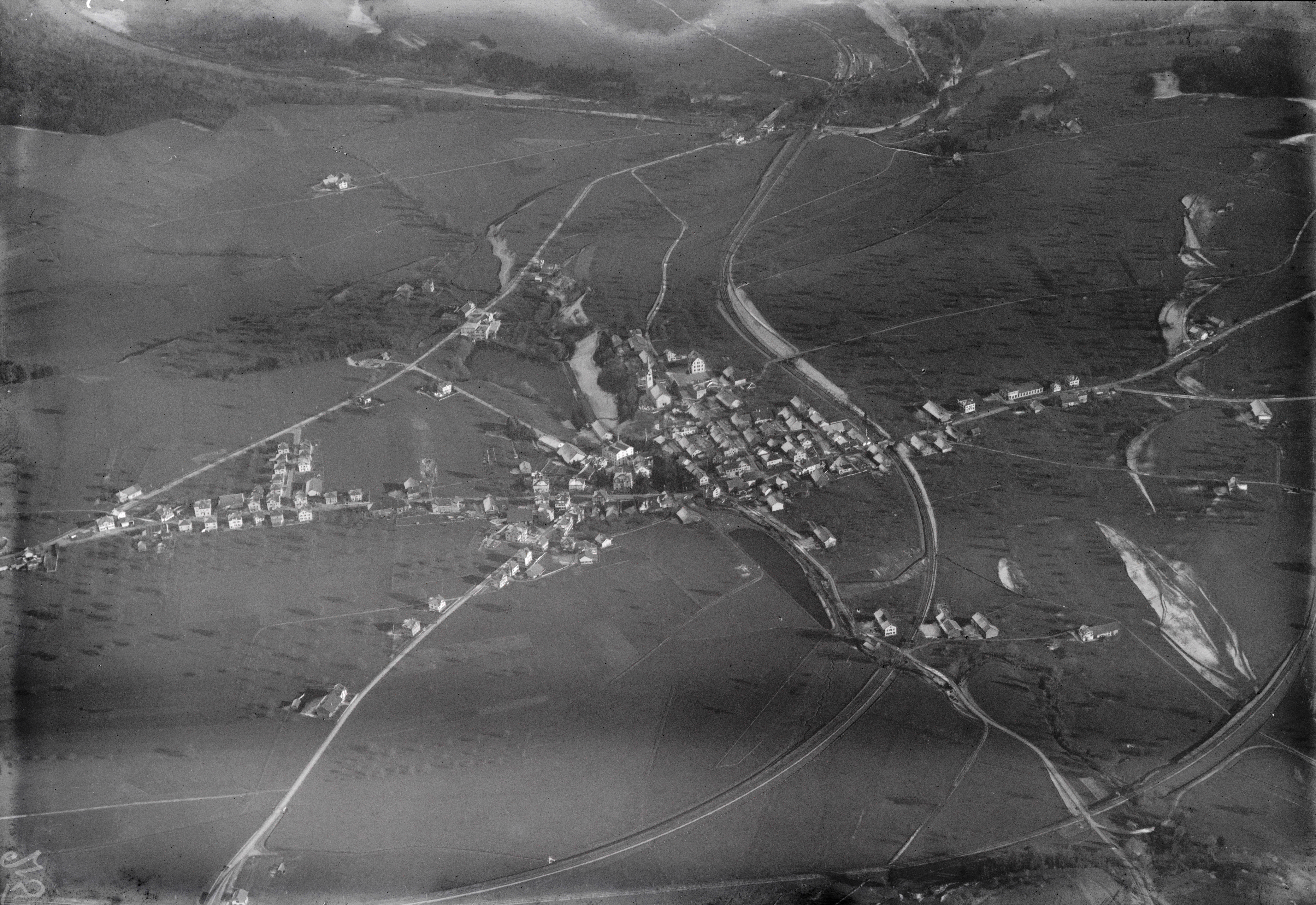
Rickenbach, Luftaufnahme Walter Mittelholzer, 1923

Rickenbach ist 754 in der Henauer Urkunde als Richinbach erstmals erwähnt worden. Das Kloster St. Gallen besass bereits im 8. Jahrhundert Güter in Rickenbach. 1471 erwarb die Abtei St. Gallen die verpfändete Vogtei Rickenbach von Balthasar von Hohenlandenberg zurück. 1483 bis 1798 unterstand Rickenbach dem Gericht Rickenbach, zu dem auch Wilen und ab 1506 Busswil gehörten und das vom Wileramt des Klosters St. Gallen verwaltet wurde. Malefizurteile vollzog der eidgenössische Landvogt im Thurgau. In Rickenbach tagte zudem das Freigericht Thurlinden, dem die Bauern freier Höfe der Gegend angehörten.
838 stand in Rickenbach eine Kirche, deren Patronat und Kirchensatz dem Kloster St. Gallen zustand. 1350 bis 1422 war Rickenbach eine Filialkirche von Kirchberg. 1529 bis 1531 folgte die Kirchgemeinde vorübergehend dem reformierten Glauben. 1845 wurde die heutige katholische Kirche St. Verena neu errichtet. Die Kirche liegt im Bistum Basel, ist aber seit 2015 dem Bistum St. Gallen zugeordnet und Teil des Seelsorgebereiches Rickenbach der Katholischen Pfarr- und Kirchgemeinde Wil. Nach der Auflösung der Dreizelgenwirtschaft betrieb Rickenbach ab dem 19. Jahrhundert vermehrt Vieh- und Milchwirtschaft mit einer Käserei. Die Mühle aus dem 13. Jahrhundert wurde 1919 zur Grosshandelsmühle (Eberle Mühlen) erweitert und 2000 geschlossen. Die Glockengiesserei Eschmann bestand bis 1973. Nach dem Bau der Autobahn A1 und dem Wachstum von Wil verdoppelte sich 1960 bis 1990 in Rickenbach die Bevölkerung.

## Wappen
Blasonierung: In Schwarz eine gelbe, gedeckte hölzerne Brücke.
Ein ähnliches Wappen wurde von der Gemeinde seit dem 19. Jahrhundert geführt. Die Brücke steht für den Thurübergang, die Farben verweisen auf die engen Beziehungen des Dorfes mit der früheren Fürstabtei St. Gallen. Nachdem die Ortsgemeinde Rickenbach bei Wil 1998 zur politischen Gemeinde Rickenbach fusionierte, wurde das Wappen weiter verwendet.

## Bevölkerung
| Hier fehlt eine Grafik, die leider im Moment aus technischen Gründen nicht angezeigt werden kann. Wir arbeiten daran! |

| Jahr      | 2000 | 2010 | 2018 | 2023 |
| Einwohner | 2426 | 2470 | 2771 | 3052 |

| Jahr              | 1850 | 1880 | 1900 | 1930 | 1950 | 1960 | 1980 | 1990 |
| Munizipalgemeinde | 756  | 865  | 921  | 1364 | 1485 | 1918 | 2766 | 3992 |
| Ortsgemeinde      | 464  | 520  | 542  | 755  | 845  | 968  | 1717 | 2490 |

Von den insgesamt 3052 Einwohnern der Gemeinde Rickenbach am 31. Dezember 2023 waren 1217 bzw. 39,9 % ausländische Staatsbürger. 1028 (33,7 %) waren römisch-katholisch und 380 (12,5 %) evangelisch-reformiert.

## Verwaltung
Rickenbach und Wilen (TG) teilen sich das Gemeindehaus. Als 1998 die Munizipalgemeinde Rickenbach bei Wil aufgelöst wurde, lehnte die Bevölkerung einen Zusammenschluss von Rickenbach und Wilen ab, und es entstanden zwei Gemeinden. Weil auf ihrer Gemeindegrenze bereits ein Gemeindehaus stand, nutzen sie dieses seither gemeinsam. 2021 wurde beschlossen, das Thema Gemeindefusion vertieft zu diskutieren.

## Wirtschaft
Im Jahr 2016 bot Rickenbach 797 Personen Arbeit (umgerechnet auf Vollzeitstellen). Davon waren 0,3 % in der Land- und Forstwirtschaft, 33,1 % in Industrie, Gewerbe und Bau sowie 66,6 % im Dienstleistungssektor tätig.

## Verkehr
Rickenbach profitiert durch seine Nähe zu Wil vom dortigen Bahnhof sowie vom Anschluss an die Autobahn A1, welche in wenigen Minuten zu erreichen ist. Rickenbach liegt an der Buslinie Wil–Kirchberg–Gähwil von WilMobil. Seit einigen Jahren gibt es bedeutend weniger Durchgangsverkehr durch Rickenbach, da die Verkehrsströme mittels Umfahrungsstrasse und verkehrsberuhigenden Massnahmen etwas umgeleitet wurden.

## Impressionen

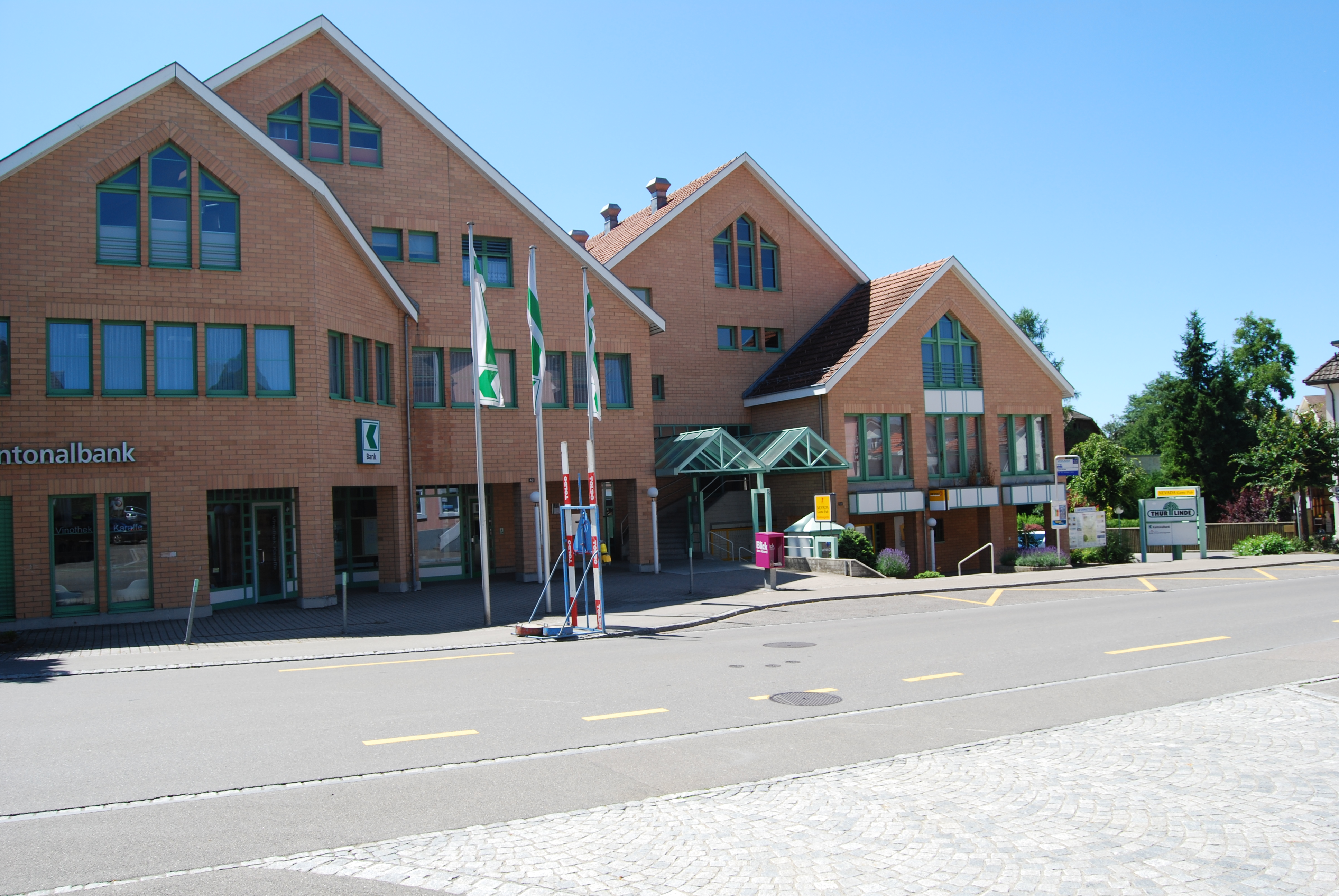
Gebäude im Dorfzentrum mit Poststelle und Kantonalbank
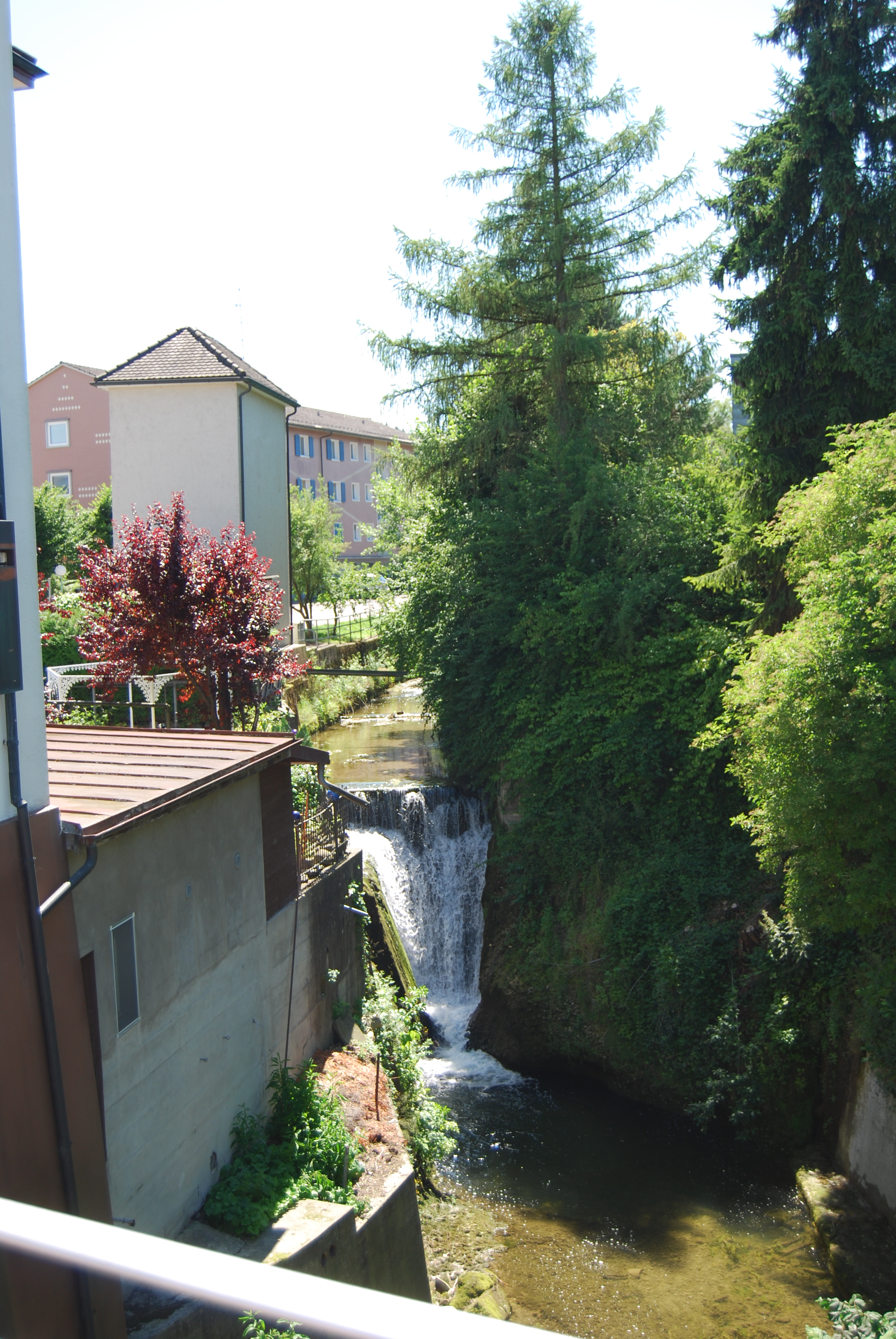
Alpbach im Zentrum von Rickenbach
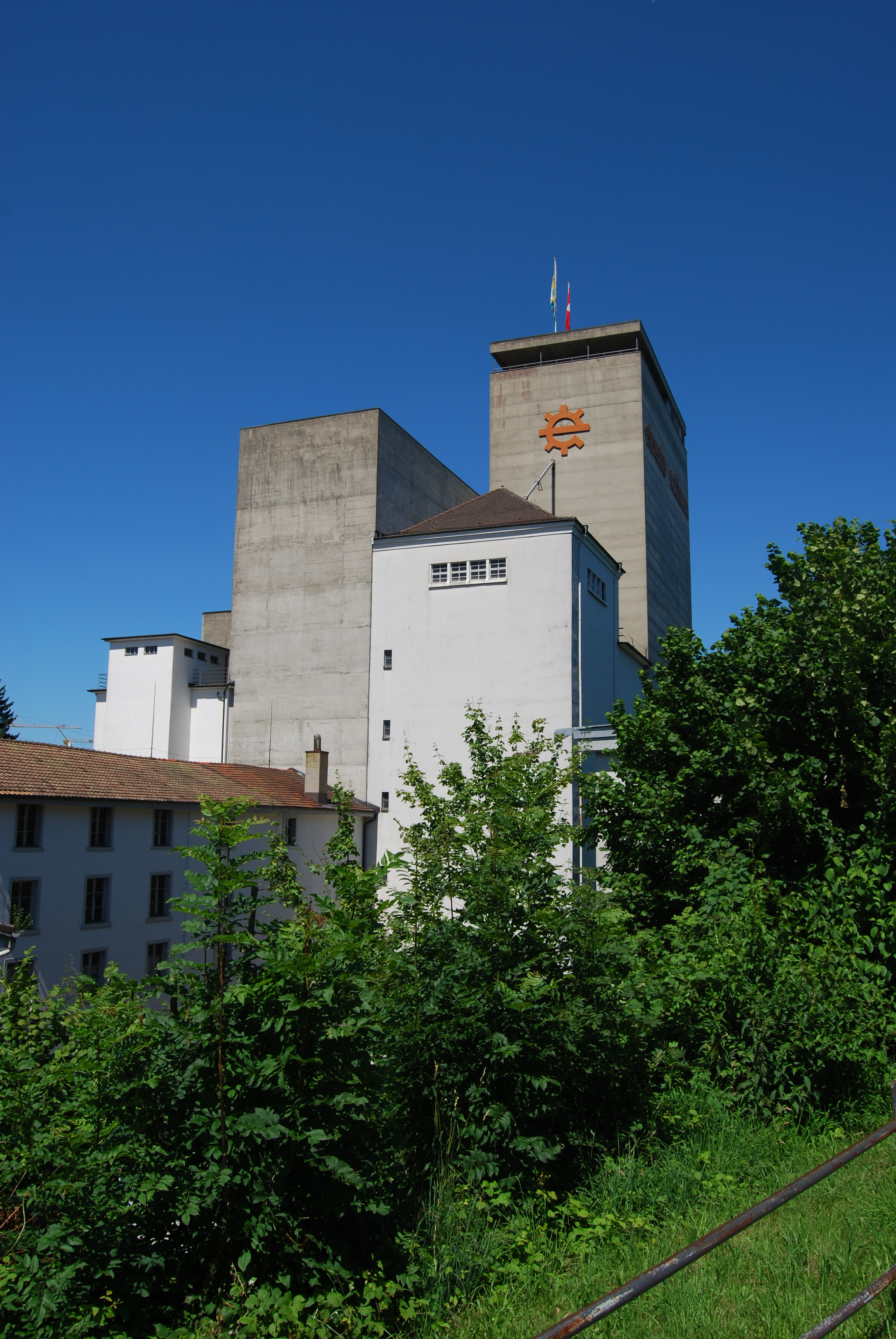
Mühle Rickenbach (Aufnahme von 2011, mittlerweile abgerissen.)
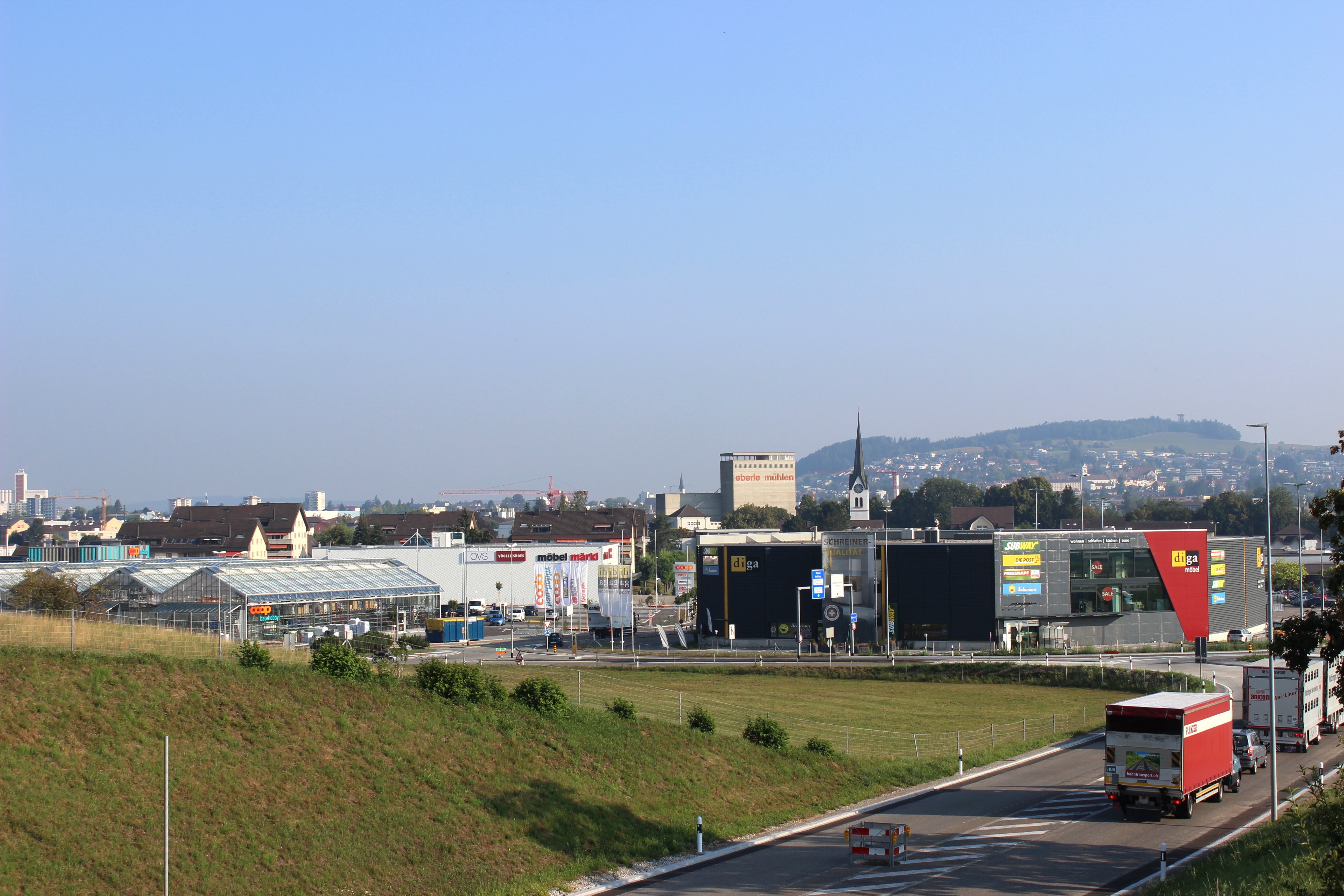
Einkaufszentrum am Dorfrand